# 법집행

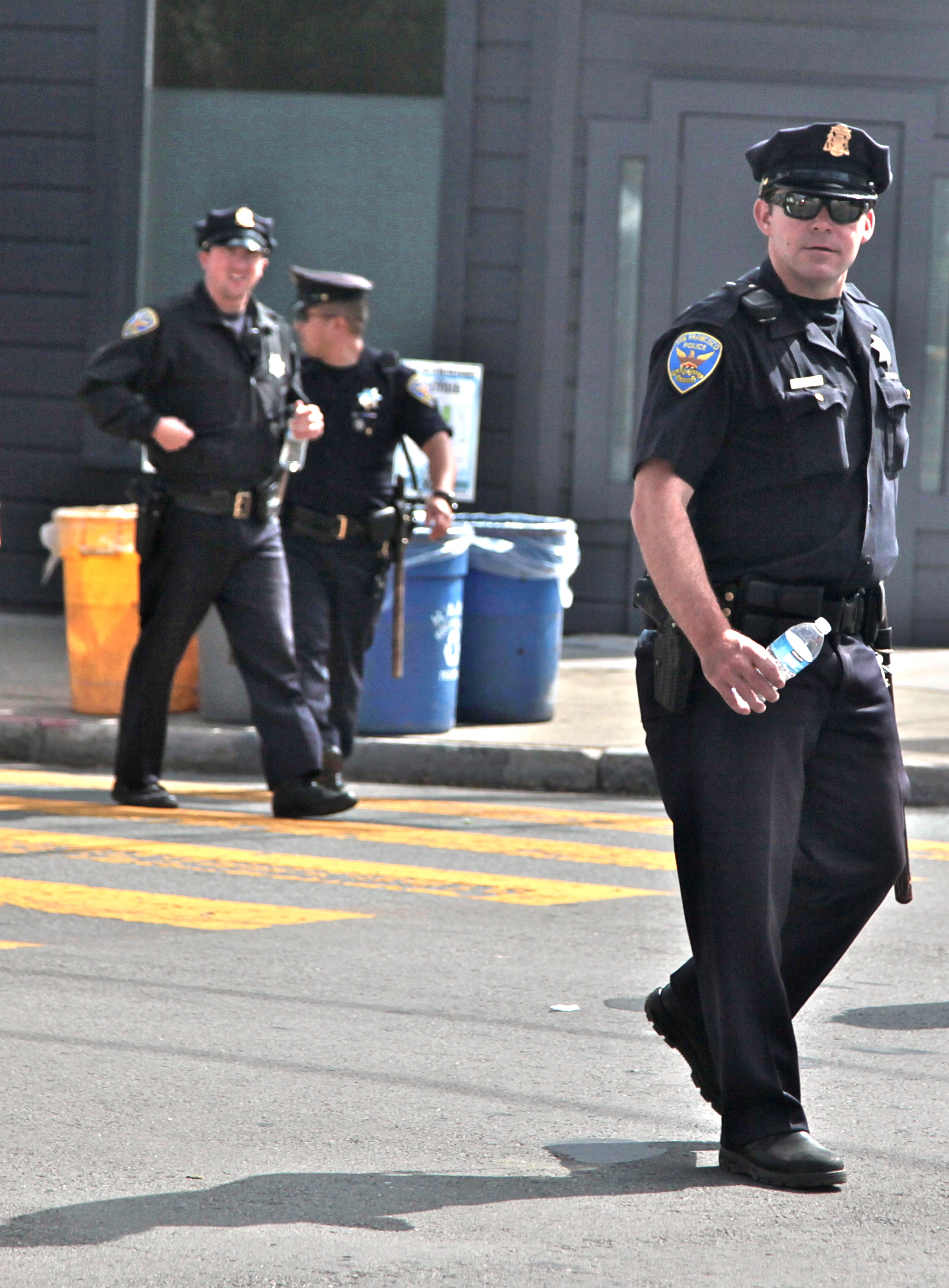
샌프란시스코 경찰국 경관들.

법집행(法執行, law enforcement)이란 사회 구성원 중 일부(예: 경찰)가 조직적 체계와 방법에 따라 법을 어긴 자를 찾아내고, 수사하고, 체포하고, 처벌하거나, 교정하는 과정이다. 법원이나 감옥도 광의의 법집행 주체에 속하지만, 일반적으로 법집행이라 함은 일선에서 범법과 직접 대면하는 경찰을 비롯한 법집행기관들이 법집행을 행한다고 말한다.

## 같이 보기
- 형법
- 주차 집행관
- 법집행기관